# Mitrídates IV da Pártia
Mitrídates IV foi um rei da Média. 
Com o auxílio de seu irmão Orodes, assassinou seu pai Fraates III. Orodes tornou-se rei da Pártia e Mitrídates rei da Média, mas foi expulso da Média por Orodes. Refugiou-se com Aulo Gabínio, procônsul romano da Síria.
Mitrídates avançou sobre a Mesopotâmia mas foi batido na Selêucia do Tigre por Surena, general de Orodes, de modo que teve que fugir para Babilônia. Após um longo cerco, foi feito prisioneiro e executado em 54 a.C. por Orodes.

## Nome
Mitridates (Μιθριδάτης, Mithridátēs), Mitradates (Μιθραδάτης, Mithradátēs), Meredates (Μερεδατης, Meredatēs), Meerdates (Meherdates) são as variantes gregas do persa antigo Mitradata (*Miθra-dāta-), "dado por Mitra". O nome foi registrado em parta (𐭌𐭕𐭓𐭃𐭕), persa médio e armênio (Միհրդատ) como Mirdate (Mihrdāt), em aramaico como Mitredate ("Mitredat", mtrdt) e em persa novo como Merdade (مهرداد, Mehrdâd).